# Avenida Juárez (Centro Histórico de la Ciudad de México)
La avenida Juárez es una de las principales vías de acceso al Centro Histórico de la Ciudad de México. La calle comienza a partir del Eje Central Lázaro Cárdenas, como continuación de la Calle Madero y corre en sentido de Oriente a Poniente terminando en su entronque con Eje 1 Poniente Bucareli y Paseo de la Reforma en frente de las torres del Caballito y de la Lotería Nacional de México
Debe su nombre en honor de Benito Juárez.

## Historia

Avenida Juárez, 1910

Anteriormente cada sección de lo que hoy es avenida Juárez llevaba su propio nombre —de oriente a poniente— eran:
- Calle de la Puente de San Francisco entre San Juan de Letrán (hoy Eje Central Lázaro Cárdenas) y López, es decir frente a Bellas Artes;
- Calle de Corpus Christi, entre López y Nueva (hoy Luis Moya)
- Calle del Calvario, entre Nueva (hoy Luis Moya) y San Diego (hoy Dr. Mora)
- Calle de Patoni entre San Diego (hoy Dr. Mora) y Rosales/Bucareli/Paseo de la Reforma

### 1940-1970
En los años 40, 50 y 60 del siglo XX, era la avenida de compras más exclusiva de la ciudad con renombradas tiendas como “Regalos Nieto”, tiendas de pieles como “Manzur”, “Kamchatka” y “Casa Hans", y joyerías como la “Platería Alameda”.
Los hoteles eran el:
- Hotel “Regis” con un cine del mismo nombre
- Hotel “Del Prado”, en el vestíbulo del cual estaba colocado el mural Sueño de una tarde dominical en la Alameda Central de Diego Rivera. En su pasaje había tiendas, restaurantes Sanborns y Sorrento. Afuera estaba la legendaria tienda “Prado Bags”.
- Hotel “Alameda” que era el más grande y nuevo.

Los cines incluían el "Regis", el “Alameda” con sus famosas matinés dominicales, el “Variedades”, y el “Real Cinema”.

### Restauración
En 2013 avanzaron planes para recuperar este corredor, insiriéndose el rescate de la avenida Juárez en el Proyecto Maestro de Recuperación del Eje Urbano Insurgentes-Zócalo. Esto sigue después de la restauración de la Alameda Central y su acera en frente en 2011-2013, la cual costó 313 millones de pesos mexicanos. Como parte del mismo esfuerzo, el empresario Carlos Slim anunció planes para restaurar y convertir en residencias el Hotel Bamer, en Av. Juárez 52.

## Construcciones notables
- Palacio de Bellas Artes
- Alameda Central y su Hemiciclo a Juárez
- Edificio La Nacional
- Museo Memoria y Tolerancia del arquitecto Ricardo Legorreta Vilchis, que comparte una plaza con la Secretaría de Relaciones Exteriores y los Tribunales de lo Familiar
- Ex Templo de Corpus Christi
- La casa Haghenbeck y de la Lama en el número 58
- La casa Torres Adalid en el número 18
- Antiguo edificio de la compañía de seguros la comercial, en el número 97, obra del arquitecto Manuel Ortiz Monasterio